# 타이피
타이피(Typee : A Peep at Polynesian Life)는 허먼 멜빌이 1846년에 쓴 그의 첫 소설로 그의 나이 26살에 출간되었다.  여행과 모험 소설의 고전 중의 하나다. 1842년 멜빌이 남태평양 마퀘사스 군도에 있는 누카 히바 섬에서의 경험을 토대로 쓴 것이다. 타이피 족은 식인종으로 그가 식인종과 함께 살았다는 것이 화제가 되었다.